# Eisenbahnbrücke Wurzen
Die Eisenbahnbrücke Wurzen in Wurzen im Landkreis Leipzig in Sachsen wurde am 16. September 1838 in Betrieb genommen. Sie gilt als älteste ununterbrochen genutzte Eisenbahnbrücke in Deutschland.

## Geografische Lage
Die Brücke ist Teil der zweigleisigen Bahnstrecke Leipzig–Dresden, die hier von der Bundesstraße 6 unterquert wird. Gleichzeitig überspannt sie den – hier verrohrten – Kornhainer Bach. In der Bahnstrecke liegt die Brücke bei Streckenkilometer 29,2.

## Bauwerk
Die einspännige Bogenbrücke aus grau-braunem Stein stammt aus der Bauzeit der Strecke in der Mitte der 1830er Jahre, als die erste deutsche Ferneisenbahn von Leipzig nach Dresden entstand. Der Streckenabschnitt, in dem das Bauwerk liegt, ging am 16. September 1838 in Betrieb.

## Denkmalschutz
Als älteste noch in Betrieb befindliche Eisenbahnbrücke Deutschlands ist sie ein wichtiges historisches Zeugnis und als Kulturdenkmal von großer eisenbahn- und baugeschichtlicher Bedeutung. Das Brückenbauwerk steht aufgrund des Sächsischen Denkmalschutzgesetzes unter Denkmalschutz.

## Wissenswert
- Die älteste erhaltene Überführung über eine Eisenbahnstrecke ist die Löwenkopfbrücke im Zuge der Bahnstrecke Berlin–Hamburg, die 1846 errichtet wurde.
- Als zweitälteste erhaltene Eisenbahnbrücke gilt die Eisenbahnbrücke Nied im Zuge der Taunus-Eisenbahn (Frankfurt Hbf–Wiesbaden Hbf), die 1839 in Betrieb genommen wurde.